# 中區 (濱松市)

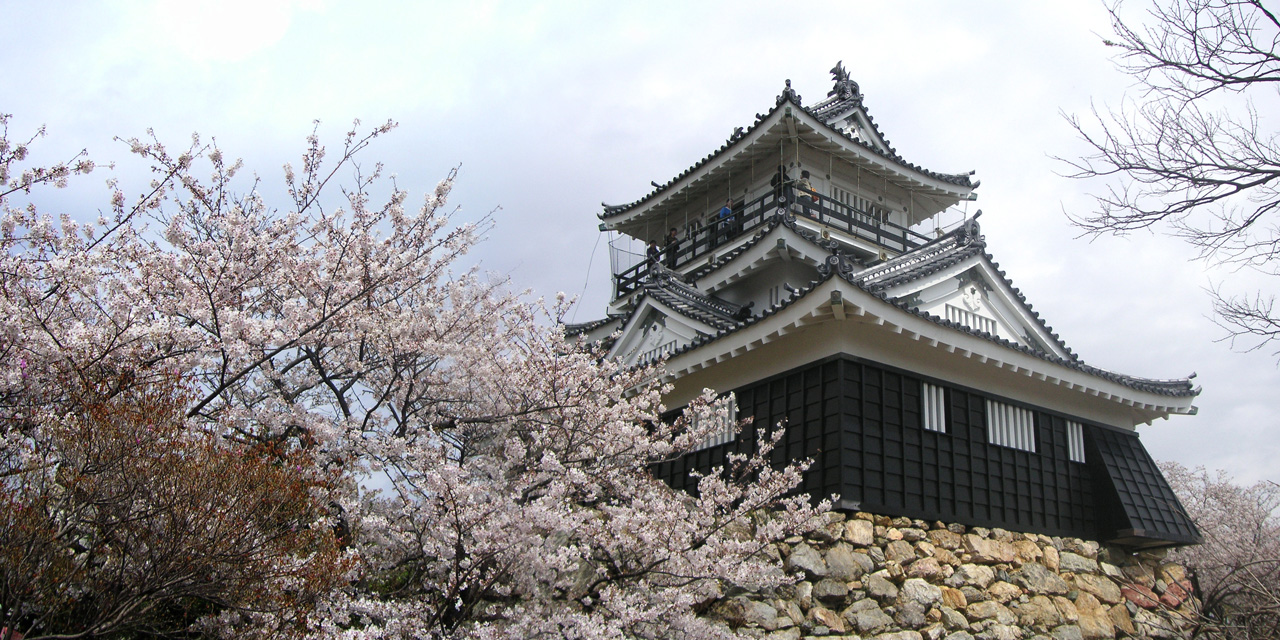
濱松城

中區（日语：／ Naka ku */?）為2007年4月1日靜岡縣濱松市所設立的行政区之一。該區範圍為舊濱松市中心部與萩丘、花川地區。濱松Photonics和遠輕的總部位於中區。2024年1月1日併入新成立的中央區。